# Peltella
Peltella é um gênero de moluscos gastrópodes, contendo lesmas terrestres da região neotropical atlântica da América do Sul pertencentes à ordem Stylommatophora e à família Bulimulidae; de coloração corporal geral rosa pálido a amarela com estrias brancas (em Peltella iheringi); desprovidas de concha aparente. Este gênero foi nomeado Peltella por Gray, em 1855; dele tratando o médico, professor e ornitólogo teuto-brasileiro, Hermann von Ihering, em 1884, no texto Descripção e anatomia da Peltella (sobre Peltella palliolum; encontrado "dentro de um jardim, onde vivia em cima de uma bananeira"); sendo endêmico das florestas tropicais e subtropicais úmidas das serras da região sudeste do Brasil.

Lesmas Peltella são endêmicas das florestas tropicais e subtropicais úmidas das serras da região sudeste do Brasil, próximas ao litoral.[6][7]
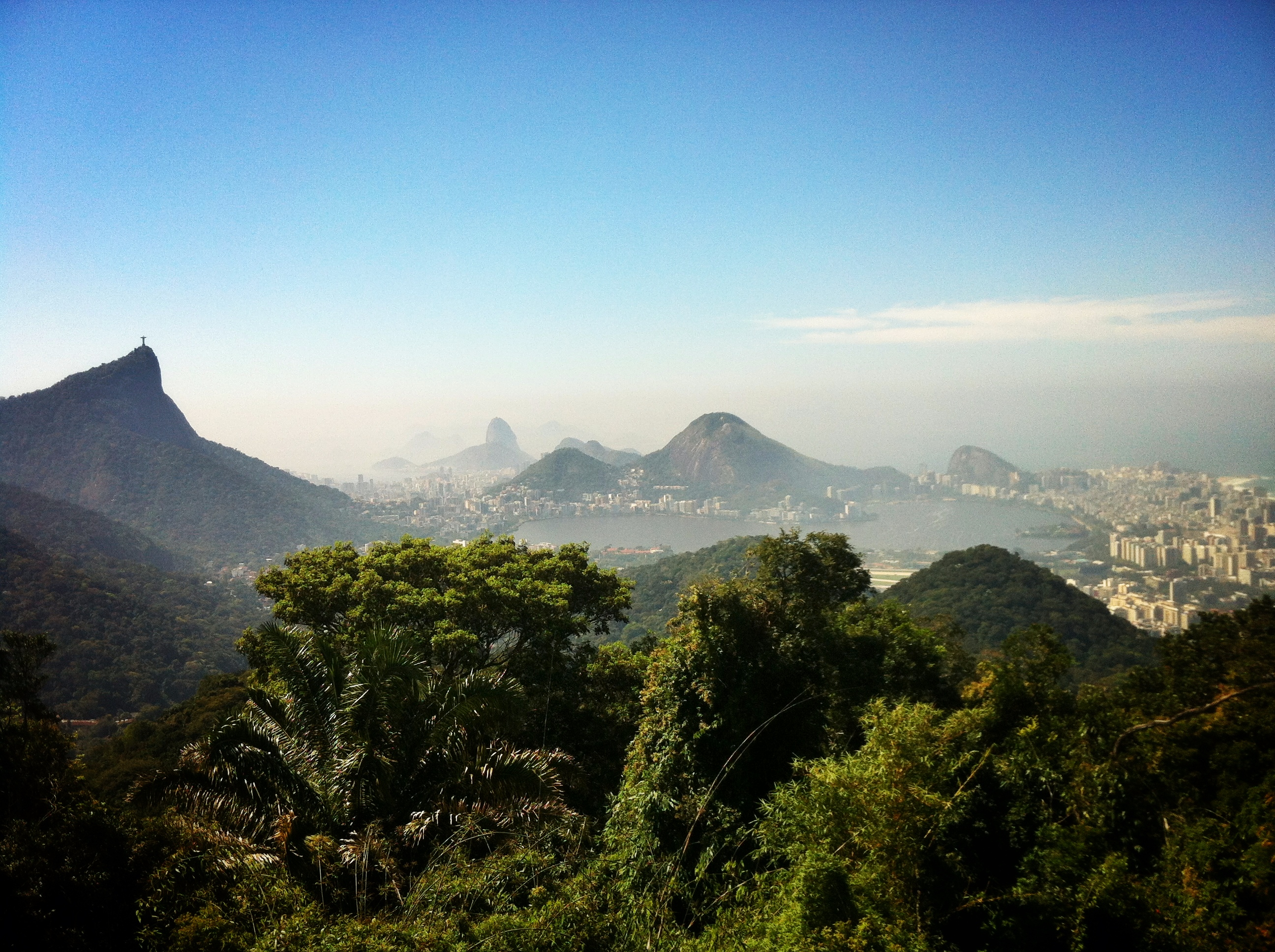
P. palliolum é mais avistada no Rio de Janeiro;[6] sendo fotografada na região do Parque Nacional da Tijuca (foto).
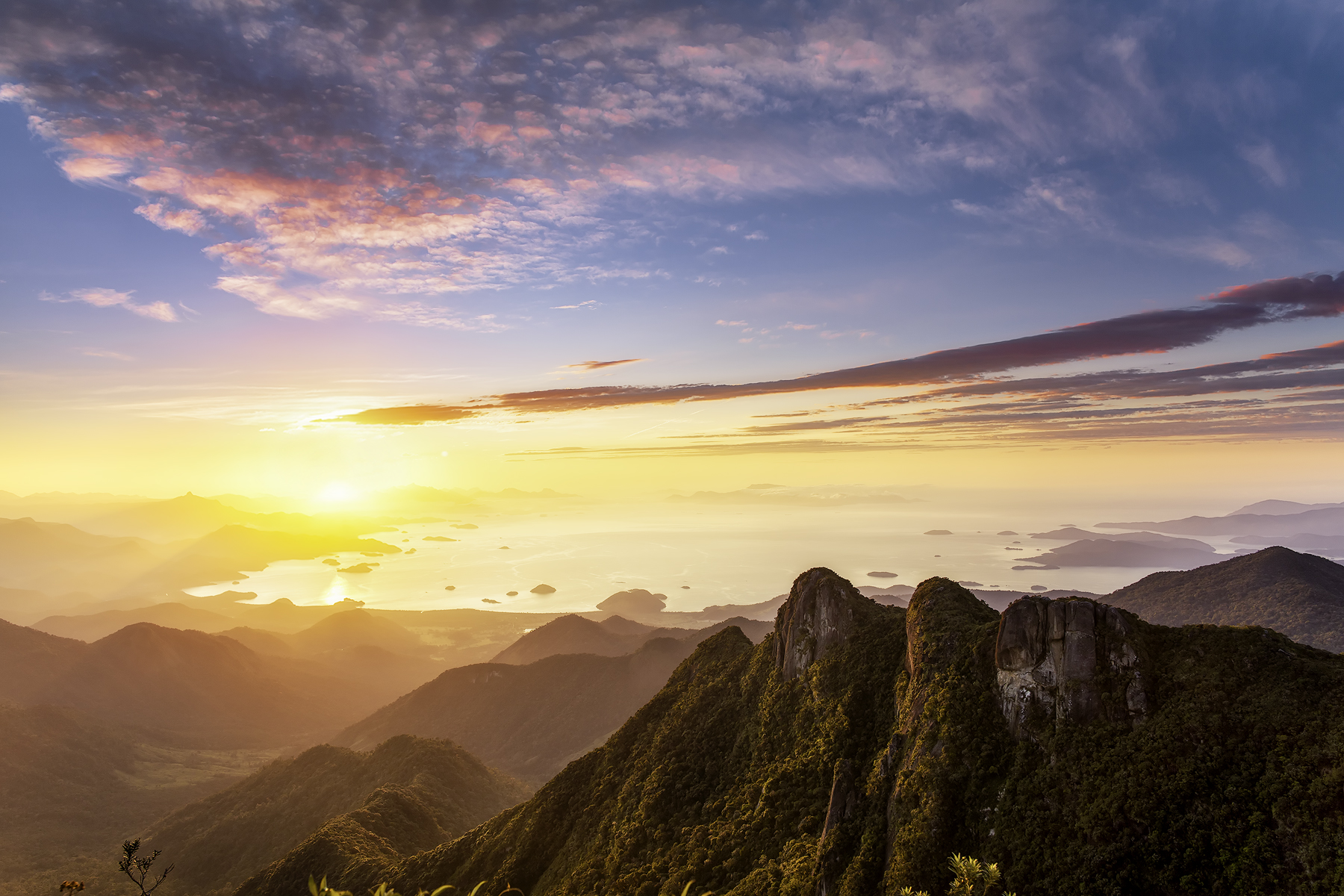
P. iheringi é mais avistada em São Paulo;[7] sendo fotografada na região entre Paranapiacaba,[1] Cunha e Paraty (foto: Pedra da Macela).
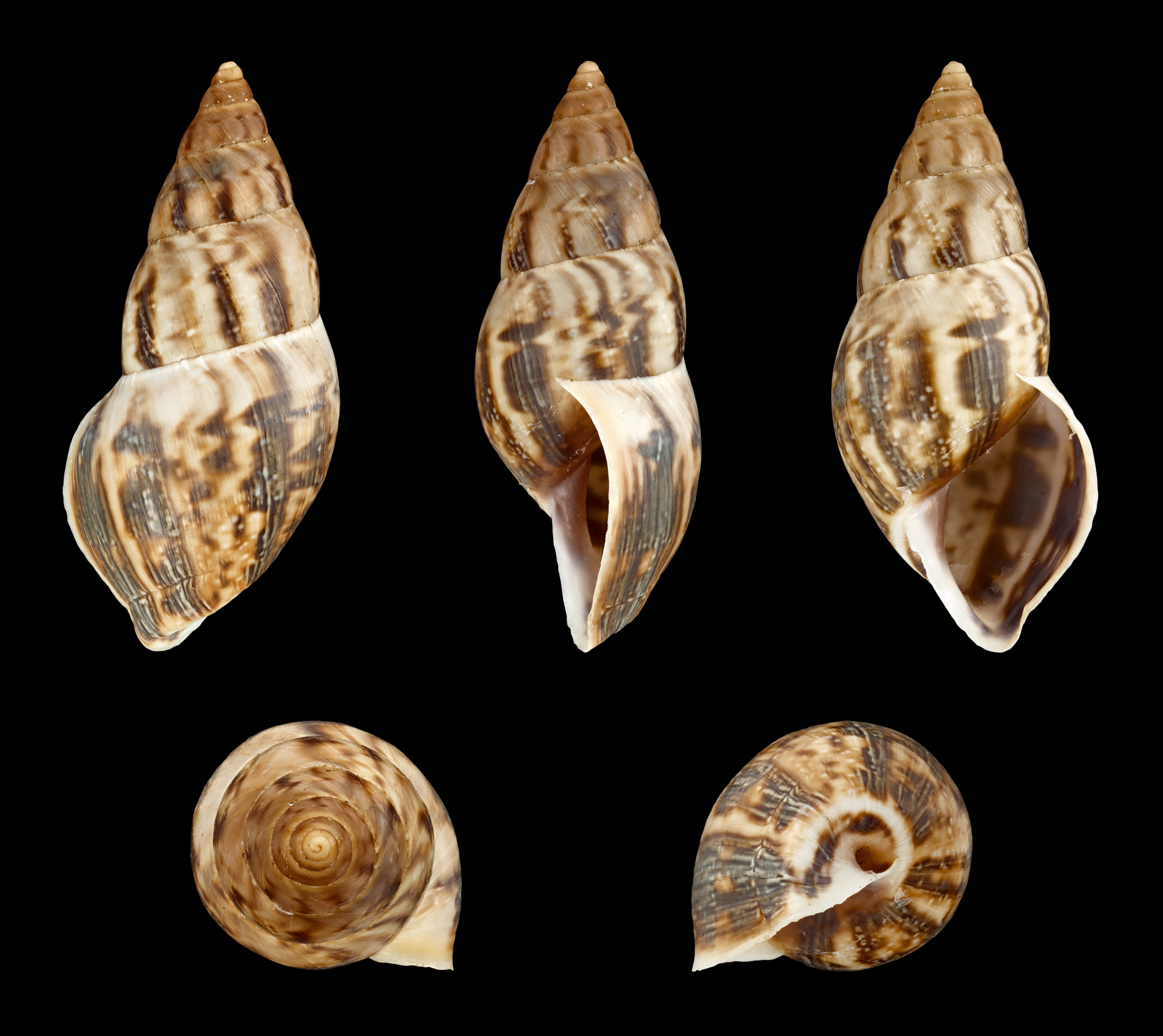
Possuindo conchas desenvolvidas, o gênero Drymaeus é agrupado, junto com Peltella, na subfamília Peltellinae, dentro da família Bulimulidae.

## Espécies
- Peltella palliolum (Férussac, 1821)[6]
- Peltella iheringi Leme, 1968[7]